# عدنان قصار
عدنان محمد عدنان توفيق قصار؛ هو كابتن منتخب سوريا للفروسية سابقاً، وبطل فروسية، وسجين لمدة 21 سنة.

## نبذة عنه
كان عدنان قصار كابتن المنتخب السوري للفروسية في عام 1992، وهو من عائلة دمشقية هوت الخيل وربته منذ أجيال عديدة،  والتي يعود لها الفضل في تأسيس نادي الفروسية في الديماس بدمشق، وهو بطل دورة البلقان في عام 1991م، وحائز على عدة بطولات وجوائز في رياضة الفروسية. وكان معه في النادي باسل الأسد الابن الأكبر للرئيس السوري حافظ الأسد والذي كان لا يدري الكثير عن مهارات الفروسية ولا عن كيفية التعامل مع الخيل، ورغم ذلك أراد فرض نفسه ورأيه على النادي، وحيث صار يتدرب ويتصرف على أساس أنه فارس متمرس، ويملي تعليماته على المنتخب، مما أزعج عدنان، خاصة عندما بدأ باسل الأسد يتدخل في تفاصيل المنتخب، ويحدد نوعية الخيول التي يريد شراءها للمنتخب، فكانت هذه بداية الخلاف بينهما.

## سجنه
لقد كانت الخلافات بين الكابتن عدنان وباسل الأسد قد وصلت ذروتها أثناء دورة ألعاب البحر الأبيض المتوسط 1993 ، حيث كانت المنافسة شديدة بين الفرق، ومن المعروف أنَّ الفوز في لعبة الفروسية يكون من خلال تجميع كل فريق لنقاط يحصلها فرسانه، يومها ارتكب باسل أكثر من خطأ مما سبب خسارة كبيرة في نقاط الفريق، في حين تمكن عدنان أثناء جولته من رفع معدل الفريق ولم يرتكب ولا أي خطأً، وفاز وقتها الفريق السوري بسببه، وحصل عدنان على شارة الكابتن من باسل الأسد. إلا أن باسل بعد هذه الحادثة لم يخجل من فشله، بل ازداد تطاولاً على عدنان وعلى الفريق، وبعد مرور عام على الحادثة كان عدنان في النادي، ينتظر خروج باسل الأسد من الحلبة، ومعه حقيبة فيها مستلزماته، ولكن بعد دخول عدنان إلى الحلبة بدقائق، تفاجأ بالأمن داخل الحلبة يعتقلونه من على حصانه. وعند التحقيق مع قصار، سأله الأمن إن كانت الحقيبة تخصه، فأخبره بنعم، ففتحوها وكانت ممتلئة بالمتفجرات، كما أُلصقت به تهمة محاولة اغتيال باسل الأسد، وتهمة حيازة متفجرات في سيارته. نُقل بعد التحقيق من الأمن العسكري إلى سجن صيدنايا حيث بقي هناك 11 شهراً، في جناح يُدعى "الباب الأسود"وهو عبارة عن مهجع مخصص للمعتقلين المعزولين.  إلى أنَّ قصار لم يتعرض للضرب أو التعذيب أثناء التحقيق، إلا أنه بعد أن أنكر التهم الموجهة إليه، قالوا له سنراجع "المعلم" بحكم الزمالة التي تجمعكما، فأرسل له باسل الأسد خبراً جاء فيه:"ما قمت به شيئاً كبيراً، ولولا الخبز والملح الذي يجمعنا، لكنت أعدمتك في ساحة العباسيين، إلا أنني سأعفو عن إعدامك. 
مكث عدنان قصار في السجن لمدة إحدى وعشرين سنة تنقل فيها في عدة سجون، وبعد موت باسل الأسد في حادث سيارة عام 1994، كان السجانون يخرجونه سنويا في ذكرى وفاة الباسل إلى ساحة السجن وينهالون عليه بالضرب المبرح. وقد أفرج عنه بعفو عام من بشار الأسد سنة 2014

## وصلات خارجية
- قصة عدنان قصار بطل الفروسية السوري
- الرياضي الذي فاز على باسل الأسد فكان مصيره السجن | بودكاست بتوقيت دمشق مع حسين الشيخ
- بطل رياضي سوري هزم باسل الأسد في مسابقة فسجن 21 عاما
- الفارس عدنان قصار أمضى 21 عاما في سجون النظام السوري المخلوع بسبب تفوّقه الرياضي على نجل حافظ الأسد
- Adnan qassar& ward 1992 الفارس عدنان قصار
- Adnan qassar & noor، anqarah 1988الفارس عدنان قصار
- اورينت نيوز | عدنان قصار فارس سوريا الذهبي إلى الحرية بعد 21 عاما من الاعتقال
- الفارس عدنان قصار يروي لتلفزيون سوريا تفاصيل ما جرى معه
- فارس سوريا المعتقل..عدنان قصار يروي حكايته